# Kick-Ass (phim)
Kick-Ass (tạm dịch: Đá đít) là một phim điện ảnh siêu anh hùng hài kịch đen năm 2010 dựa trên bộ truyện tranh cùng tên của Mark Millar và John Romita, Jr., xuất bản bởi Marvel Comics. Phim do Matthew Vaugh đạo diễn, đồng sản xuất với Brad Pitt và đồng tác giả kịch bản với Jane Goldman. Phim được phát hành vào ngày 25 Tháng 3 năm 2010 tại Anh và ngày 16 tháng 4 năm 2010 tại Mỹ. Đây là phần đầu tiên của loạt phim điện ảnh Kick-Ass.
Bộ phim kể về câu chuyện của Dave Lizewski, một thiếu niên Mỹ bình thường rất mê chuyện tranh. Cậu luôn tự hỏi tại sao người ta muốn trở thành Paris Hilton mà không phải là người nhện" (Nguyên văn trong phim: "Jesus, guys, doesn't it bug you? Thousands of people want to be Paris Hilton and nobody wants to be Spiderman"), và cậu đã quyết định tự mình trở thành một siêu anh hùng trong cuộc sống thực với cái tên Kick-ass ("Kick-ass" hàm ý là bị Đá đít trong tiếng Anh). Trên con đường trừ gian diệt bạo, Kick-ass gặp Big Daddy - một cảnh sát bị vu oan, mang trong mình mối thù với Frank D'Amico - một tên trùm tội phạm, Hit-Girl - cô con gái 12 tuổi của Big Daddy và Red Mist - con trai của Frank D'Amico.

## Nội dung
Dave Lizewski (Aaron Johnson) là một học sinh trung học bình thường, luôn thắc mắc tại sao không ai thử trở thành một siêu anh hùng như trong truyện tranh, vì vậy mà anh quyết định sẽ trở thành một anh hùng trong đời thực, kể cả không được huấn luyện hay có siêu năng lực đặc biệt nào. Trong quá trình hành hiệp trượng nghĩa, Dave bị đánh, bị đâm và thậm chí bị xe tông. Hậu quả để lại là những vết thương nghiêm trọng và cơn đau dai dẳng. Sau khi hồi phục chấn thương, Dave trở lại trường học, Katie Deauxma (Lyndsy Fonseca) nhận ra nhiều điểm tốt ở anh chàng này nhưng chỉ vì cô nghĩ anh là người đồng tính. Dave đã có những ngày tháng hạnh phúc bên cô nàng trong mộng của mình.
Không nản lòng trước thất bại ban đầu, Dave tiếp tục hành hiệp trên đường. Vào một buổi tối, anh thấy một vụ đánh hội đồng và đã ra tay bảo vệ người bị đánh bằng mọi giá. Một vài người chứng kiến đã quay lại cảnh đó và cả cảnh Dave gọi mình là "Kick-Ass". Đoạn clip ngay lập tức trở thành hiện tượng trên YouTube và Dave nhanh chóng lập một trang MySpace để mọi người có thể liên lạc với Kick-Ass.
Katie kể với Dave rằng cô bị quấy nhiễu bởi một tên buôn ma túy, Dave thuyết phục cô nhờ sự trợ giúp của Kick-Ass. Kick-Ass lần theo một đầu mối tới căn hộ của tên buôn ma túy, tuy nhiên ngay sau đó Dave cảm thấy run sợ trước tên tay sai đang lăm lăm con dao và sẵn sàng giết mình. Ngay lúc đó Dave được một cô bé có biệt danh Hit-Girl (Chloë Grace Moretz) cứu, cô bé giết đám buôn ma túy rồi rời khỏi đó với bố cô là Big Daddy (Nicolas Cage). Họ nhanh chóng lần ra Kick-Ass và mời anh chàng cùng hợp tác.
Big Daddy thực chất chính là Damon Macready, từng là một cảnh sát nhưng bị gài bẫy bởi tên trùm tội phạm Frank D'Amico (Mark Strong). Trong khi Damon ngồi tù oan, vợ anh ở ngoài vì không chịu được áp lực cuộc sống nên đã uống thuốc ngủ tự sát khi đang có bầu, do phát hiện quá muộn nên các bác sĩ chỉ cứu được đứa con gái của cô là Mindy. Sau khi mãn hạn tù, Damon huấn luyện cô con gái Mindy trở thành Hit-Girl và anh trở thành Big Daddy. Từ đó hai bố con bắt đầu đi tiêu diệt những tổ chức tội phạm, trong đó có tổ chức của D'Amico.
D'Amico tin rằng Kick-Ass chính là người đã gây ra những tổn thất cho tổ chức hoạt động phi pháp của hắn, hắn ra lệnh cho đàn em tìm giết Kick-Ass. Sau khi D'Amico giết nhầm một người ăn mặc giống Kick-Ass, con trai hắn là Chris (Christopher Mintz-Plasse) đã lên một kế hoạch lừa Kick-Ass ra mặt. Chris sẽ đóng vai một anh hùng mới có biệt danh Red Mist để lừa Kick-Ass vào bẫy mà bố con hắn đã giăng sẵn. Red Mist gặp Kick-Ass và đưa anh đến nhà kho của D'Amico. Tuy nhiên, khi đến nơi thì nhà kho đã bị cháy và những đàn em của D'Amico đều bị giết sạch. Bằng chiếc camera giấu sẵn, Red Mist đã phát hiện ra thủ phạm gây ra chuyện này là Big Daddy.
Sau những chuyện xảy ra, Dave nhận ra sự nguy hiểm trong công việc mình đang làm và muốn từ bỏ nó. Anh nói với Katie sự thật và cuối cùng họ cũng chính thức trở thành một cặp. Một thời gian qua đi, Dave nhận được tin nhắn từ Red Mist yêu cầu gặp mặt, cả Hit-Girl và Big Daddy nữa. Tại điểm hẹn, người của D'Amico bất ngờ xuất hiện, Red Mist bắn Hit-Girl ngã khỏi cửa sổ. Big Daddy và Kick-Ass bị bắt mang đến một nhà kho để hành hình trực tiếp trên internet. Hit-Girl mặc áo chống đạn nên may mắn thoát chết, cô đến giải cứu muộn nên bố cô Big Daddy đã bị đàn em của D'Amico thiêu chết. Kick-Ass và cô quyết định trả thù.
Kick-Ass và Hit-Girl tấn công vào tòa nhà của D'Amico, giết sạch đàn em của hắn, đối đầu với hắn và Red Mist. Kick-Ass bắn D'Amico nổ tan xác với khẩu bazooka, sau đó anh và Hit-Girl tẩu thoát bằng một thiết bị bay tự chế. Dave và Mindy từ bỏ việc đi hành hiệp, Mindy chuyển đến học chung trường với Dave. Cảnh cuối phim là Chris ngồi trong văn phòng của D'Amico, dự định trở thành trùm tội phạm như bố hắn.

## Diễn viên
- Aaron Johnson trong vai Dave Lizewski/Kick-Ass
- Nicolas Cage trong vai Damon Macready/Big Daddy
- Chloë Grace Moretz trong vai Mindy Macready/Hit-Girl
- Christopher Mintz-Plasse trong vai Chris D'Amico/Red Mist/ Frank D'Amico's son
- Mark Strong trong vai Frank D'Amico
- Lyndsy Fonseca trong vai Katie Deauxma
- Michael Rispoli trong vai Big Joe
- Yancy Butler trong vai Angie D'Amico
- Jason Flemyng trong vai Lobby Goon
- Elizabeth McGovern trong vai Mrs. Lizewski
- Garrett M. Brown trong vai Mr. Lizewski
- Sophie Wu trong vai Erica Cho
- Dexter Fletcher trong vai Cody
- Clark Duke trong vai Marty
- Evan Peters trong vai Todd
- Xander Berkeley trong vai Detective Gigante
- Omari Hardwick trong vai Sergeant Marcus Williams
- Stu 'Large' Riley trong vai Huge Goon
- Craig Ferguson trong vai Himself

## Sản xuất

### Quá trình phát triển
Bản quyền làm phim của series truyện tranh này thậm chí đã được bán trước khi tập truyện đầu tiên được xuất bản. Đạo diễn Vaughn còn nhấn mạnh rằng kịch bản phim và truyện tranh được sáng tác cùng lúc, giống như một sự hợp tác có tổ chức vậy.
Trong nguyên tác truyện tranh, Big Daddy không phải một cựu cảnh sát, anh ta chỉ là một nhân viên kế toán bình thường, một người luôn mong muốn được đấu tranh chống lại tội ác. Anh mong mỏi thoát khỏi cuộc sống nhàm chán của mình và thực hiện ước mơ đó qua những tác phẩm truyện tranh do mình sáng tạo.
Bộ phim hoàn toàn tự túc về kinh phí. Lúc đầu, Vaughn đến Sony để thuyết phục tài trợ từ Layer Cake, nhưng sau đó anh từ chối vì bên Sony yêu cầu giảm mức độ bạo lực xuống. Các studio khác cũng muốn tài trợ nhưng họ yêu cầu nhân vật phải lớn tuổi hơn và vì thế Vaughn quyết định sẽ tự dùng tiền của mình để làm phim.

### Các cảnh quay
Các địa điểm bấm máy bao gồm Hamilton, Ontario, Canada, tạo trường cấp hai Sir Winston Churchill, Toronto, Ontario, Canada, và nhiều địa điểm khác ở UK, tát nhiên là cả Elstree Studios.

## Công chiếu
Kick-Ass được công chiếu ở Anh vào 26 tháng 3 năm 2010. Tiếp sau đó là Australia vào mùng 8 tháng 4. Còn ở Nam Mỹ là 16 tháng 4 với nhà phát hành nổi tiếng Lionsgate. Theo đó là Pháp vào 21 tháng 4.

## Sự đón nhận

### Chỉ trích
Tháng một năm 2010, một đoạn trailer không che những cảnh máu me bạo lực của phim đã bị chỉ trích gay gắt bởi một nhóm người vì tính kích động bạo lực và câu "Okay you cunts, let's see what you can do now" (tạm dịch: " Ok đồ ngu, để xem mày có thể làm gì") của diễn viên Chloë Moretz, một cô gái mới chỉ 11 tuổi (trong phim). Hiệp hội các gia đình Australian, đại diện phát ngôn John Morrissey nhận định rằng "ngôn ngữ trong bộ phim mang tính chất kích động và không phù hợp và đi ngược lại với những bộ phim về siêu anh hùng trước đây". Đáp trả những lời chỉ trích trên, Moretz bắt đầu bài phỏng vấn, "Nếu em thốt lên một câu nào như vậy, em sẽ bị cấm túc mãi mãi, em sẽ bị nhốt cho đến khi 20 tuổi. Em sẽ k bao giờ nói điều đấy đâu. Em là 1 cô gái bình dị". Diễn viên Christopher Mintz-Plasse bày tỏ sự ngạc nhiên khi thấy mọi người giận dữ về ngôn ngữ của bộ phim, không chỉ thế, Hit-Girl trong phim còn giết rất nhiều người.

### Đánh giá
Tuy bị chỉ trích nhưng bộ phim vẫn nhận được rất nhiều phản ứng tích cực từ khán giả. Theo như chuyên trang điện ảnh Rotten Tomatoes, bộ phim đạt 75/100% dựa trên 224 bài nhận xét, và số điểm 7.0/10. Trang Metacritic thì chấm 66/100% theo như 33 bài nhận xét, chủ yếu là lên án bộ phim.
Ở Anh, bộ phim cũng được đánh giá khá tốt mặc dù phải đeo mác 18+ (chỉ dành cho những người trưởng thành), bộ phim là một sự cách tân sáng tạo trong nội dung và hình thức thể hiện, tạo ra một hình mẫu siêu anh hùng mới. Chính sự mới lạ và yếu tố hài hước đã đem đến thành công cho bộ phim.
Nhà phê bình phim Roger Ebert chấm 1/4 sao, ông gọi đây là một bộ phim "đáng lên án về khía cạnh đạo đức", một cô gái 11 tuổi với những lời lẽ thô tục, giết hàng tá xã hội đen và đánh một người đàn ông tới chết. Với chỉ 1 sao, bộ phim rơi vào danh sách "Your Movie Sucks". Có rất nhiều ý kiến trái chiều trong giới phê bình và báo chí, tuy nhiên dù có bị chỉ trích nặng nề nhưng bộ phim vẫn thu được doanh thu khá cao và giải thưởng cho các diễn viên chính.

### Doanh thu
Doanh thu ngày công chiếu ở Mỹ là 12 triệu đôla. Các tuần sau đó nhà sản xuất thu về gần 20 triệu đôla trên khắp 3,065 rạp chiếu phim. Cuối cùng, theo thống kê, tổng doanh thu là 48,071,303 đôla trong khu vực Hoa Kỳ và ngoài khu vực là 47,960,570 đôla. Tổng doanh thu của bộ phim là hơn 96 triệu đôla.

## Phụ bản

### Đĩa phim
Bộ phim phát hành bản đĩa DVD và Blu-Ray vào mùng 3 tháng 8 năm 2010 ở Nam Mỹ (không bao gồm các cảnh phim bị gỡ bỏ).Ngay lập tức bán được 1,4 triệu bản trong tuần đầu ra mắt, "Kick-Ass" chiếm ngôi vị số một trong bảng xếp hạng tuần đó.

### Video game
Trò chơi được sản xuất bởi WHA Entertainment và Frozen Codebase. Ra mắt trên App Store vài 15 tháng 4 năm 2010 cho thế hệ điện thoại thông minh iPhone and máy nghe nhạc iPod Touch. Trò chơi cũng ra mắt trên hệ thống PlayStation Network vào 29 tháng 4 năm 2010.Kick-Ass, Hit-Girl và Big Daddy là những nhân vật người chơi có thể điều khiển. Tuy nhiên cả hai phiên bản đều bị đánh giá thấp.

### Nhạc phim
Ra mắt vào ngày 17 tháng 5 năm 2010 ở Anh, có hai bài hát của John Murphy được hòa âm phối khí lại là "In The House - In A Heartbeat" trong 28 Days Later và "Adagio in D-minor" trong Sunshine 
- "The Armenian Superhero" - Henry Jackman
- "Stand Up" - The Prodigy
- "Forcefield" - Marius Vries
- "Watching" - Henry Jackman
- "Man In The Mirror" - Henry Jackman
- "A Punch In The Chest" - Marius Vries
- "Roof Jump" - Marius Vries
- "Time To Engage" - Henry Jackman
- "Stabbing-Morphine" - Marius Vries
- "I'm Kick Ass" - Henry Jackman
- "Famous" - Marius Vries
- "A Friend Like You" - Marius Vries
- "Walk To Rasul's" - Danny Elfman
- "Trick Or Treat?" - Marius Vries
- "Leaving Rasul's" - John Murphy
- "Hit-Girl & Big Daddy" - Marius Vries
- "Damon & Marcus Comic Book" - Henry Jackman
- "I Miss You Both" - Ilan Eshkeri
- "Hunting Kick Ass" - Henry Jackman
- "MistMobile" - Henry Jackman
- "Big Daddy Kills" - Henry Jackman
- "One Last Time" - Marius Vries
- "Sleepover" - Marius Vries
- "To Brooklyn Bridge" - Marius Vries
- "Safehouse / Ambush" - John Murphy
- "Showtime Pt 2. (It's Only The End Of The World)" - John Murphy
- "Nightvision" - John Murphy
- "Strobe (Adagio in D Minor)" - John Murphy
- "Big Daddy Dies" - Henry Jackman
- "Hit-Girl Drives Home" - John Murphy
- "Marshmallows" - Henry Jackman
- "Choose Your Weapon" - Ilan Eshkeri
- "You Got Five Minutes" - Marius Vries
- "No Power, No Responsibility" - Henry Jackman
- "The Corridor" - John Murphy
- "Kitchen Stand Off" - Ilan Eshkeri
- "The Fight" - Marius Vries
- "Flying Home" - Marius Vries
- "True Identity" - Henry Jackman